# 이광래 (철학자)
이광래(李光來, 1946년 ~ )는 대한민국의 철학가이자 교수이다.

## 약력
- 1946년에 서울에서 태어났다.
- 고려대학교 철학과를 졸업하고 같은 대학원에서 철학 박사 학위를 받았다.
- 현재 중국 랴오닝대학 철학과 교수 및 아시아연구센타 부소장으로 재직 중이다.
- 일본 텐리대학교 객원교수를 거쳐 러시아 하바롭스크 대학교 명예교수이기도 하다.
- 현재, 한국일본사상사학회 회장
- 국제 동아시아 사상사학회 회장
- 강원대학교에서 퇴임하였다.

## 저서
- 《미셸 푸코; 광기의 역사에서 성의 역사까지》, 1989, 민음사.
- 《해체주의란 무엇인가》, 1989, 교보문고.(편저)
- 《프랑스철학사》, 1991, 문예출판사.
- 《이탈리아 철학》, 1996, 지성의 샘,(공저)
- 《우리 사상 100년》, 2001. 현암사,(공저)
- 《한국의 서양사상 수용사》, 2003, 열린책들,
- 《일본사상사연구》, 2005, 경인문화사,
- 《미술을 철학한다》, 2007, 미술문화.
- 《해체주의와 그 이후》, 2007, 민음사.

### 역서
- 미셸 푸코, 《말과 사물》, 1986, 민음사.
- 앙리 베르그송, 《사유와 운동》, 1988, 문예출판사.
- 조르주 캉길렘, 《정상과 병리》, 1996, 한길사.
- 장-폴 뒤몽, 《그리스 철학》, 1999, 한길사.
- 새뮤얼 스텀프, 제임스 피저, 《소크라테스에서 포스트모더니즘까지》, 2004, 열린책들.